# 言敦源

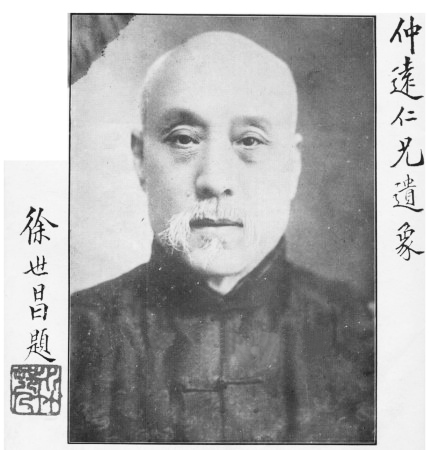
言敦源照片，左右有徐世昌所题“仲远仁兄遗象”及落款

言敦源（1869年—1932年）字仲远，江蘇常熟人，清末民初诗人、政治家、实业家，号称“北洋儒商”。言偃的八十一世孙。

## 生平
言敦源早年以监生应顺天试录科第一。翁同龢阅读其文章后，特地召见并勉励他。起初，言敦源入淮军李鸿章幕府，后由李鸿章荐至袁世凯处，1895年任新建陆军督练处文案。1899年，言敦源、段祺瑞等人纂校《训练操法详图说》纂。1902年，言敦源任北洋常备军兵备处提调，1903年任练兵处兵备处总办。1911年任长芦盐运使。
中华民国成立后，1912年袁世凯就任中华民国临时大总统，唐绍仪内阁也于同年成立，言敦源于1912年10月任北京政府内务部次长。1913年5月，代理内务部总长。1913年7月，言敦源辞去内务部次长及代理总长，自北京迁居天津，在天津投资兴办实业，并帮姻亲周学熙（言敦源的女儿是周学熙的儿媳）办实业。
1913年，言敦源为周学熙主持唐山开滦矿务局，并任督办。1919年，周学熙、李士伟等人在天津成立中国实业银行，胡祖同任总经理，言敦源曾任常务董事、代董事长。1915年，周学熙第二次出任财政总长，言敦源帮助周学熙创建华新纺织有限公司，后在青岛、唐山、卫辉建立了三个分厂。
50岁以后，言敦源隐退，由次子言雍陶、幼子言韦叔继承其实业。晚年，言敦源吟诗作画，常和严修、李叔同、翁克斋等人往来。他还倡建并资助南开女中。1930年代初，言敦源与儿子言镕甫、言韦叔等人为建设耀华礼堂捐款。言敦源、李容之、朱家宝等人还为天津的素餐馆真素园题写楹联。
1932年，言敦源病逝。黎元洪、徐世昌、冯国璋、曹锟、龚心湛、颜惠庆、顾维钧等原北京政府历任大总统、国务总理皆赠挽联。

## 著作
郭风惠、许克猷、言镕甫整理出版了言敦源的诗文集《南行纪事诗》、《兟庄诗存》、《兟庄文存》等。